# Petasites radiatus
Petasites radiatus là một loài thực vật có hoa trong họ Cúc. Loài này được (J.F.Gmel.) J.Toman miêu tả khoa học đầu tiên năm 1972.